# 约翰·内伯
约翰·内伯（英語：John Naber，1956年1月20日—），美国男子游泳运动员，主攻仰泳和自由泳。他曾代表美国参加1976年夏季奥林匹克运动会游泳比赛，获得四枚金牌和一枚银牌。